# USS Bataan (LHD-5)
USS Bataan (LHD-5) je vrtulníková výsadková loď Námořnictva Spojených států amerických, která má svůj domovský přístav ve městě Norfolk. Jedná se o jednotku třídy Wasp.

## Stavba
Loď byla postavena v americké loděnici Ingalls Shipbuilding, která postavila například vrtulníkové výsadkové lodě třídy America nebo třídy Tarawa. Roku 1996 byla loď spuštěna na vodu a dne 20. září 1997 byl Bataan uveden do služby.

## Výzbroj

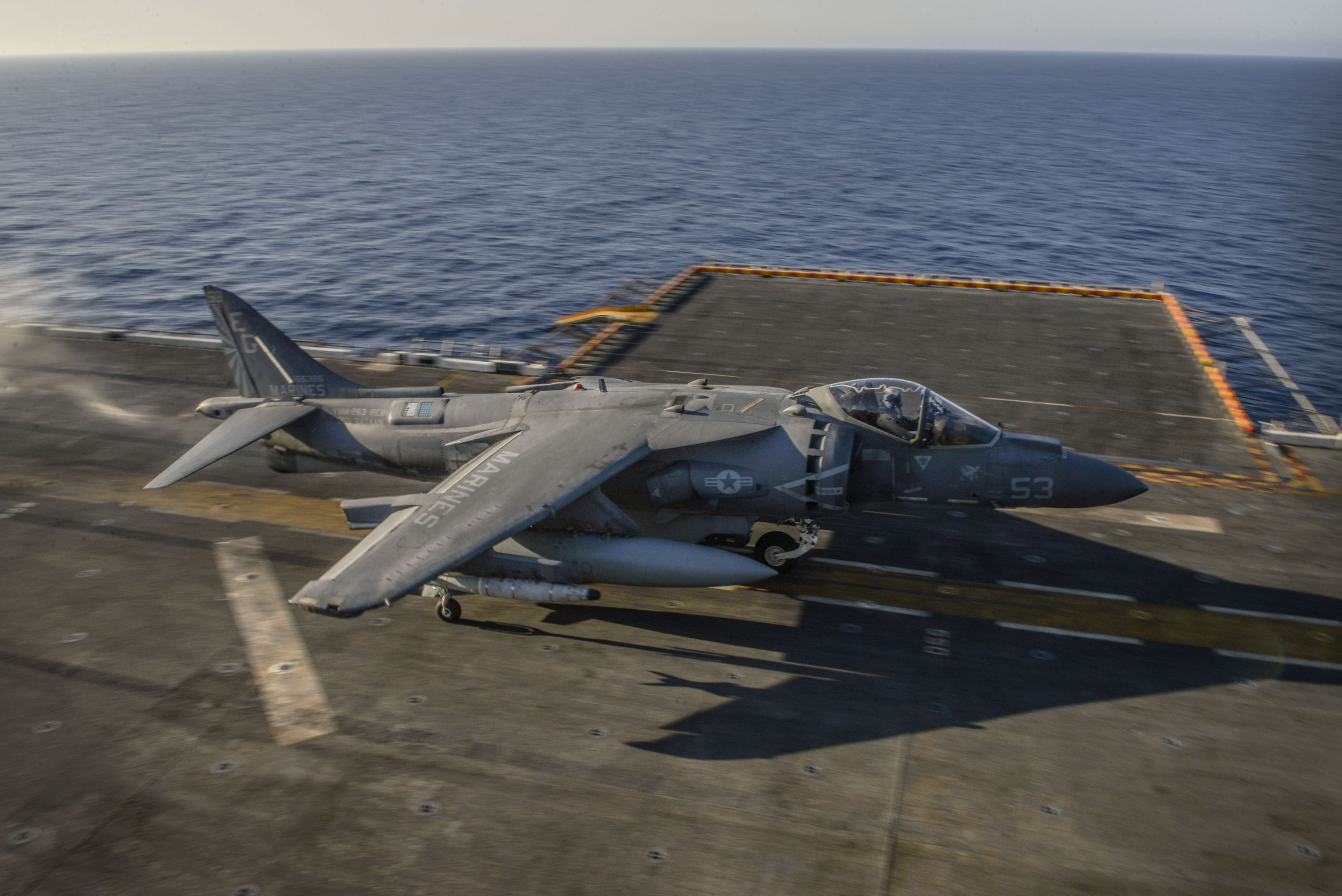
AV-8B Harrier II při vzletu

Bataan je vyzbrojena dvěma raketovými systémy blízké obrany RIM-116 Rolling Airframe Missile a dvěma osminásobnými raketomety Mk 29 pro protiletadlové řízené rakety moře-vzduch RIM-7 Sea Sparrow. Dále je loď vybavena dvěma 20mm kanónovými systémy blízké obrany Phalanx, třemi 25mm řetězovými automatickými kanóny Mk 38 Mod 0 a čtyřmi 12,7mm těžkými kulomety M2 Browning. Bataan může nést letouny Lockheed Martin F-35 Lightning II nebo McDonnell Douglas AV-8B Harrier II a vrtulníky Bell AH-1Z Viper, Sikorsky CH-53E Super Stallion nebo Bell UH-1Y Venom.